# Aurorobotys
Aurorobotys é um gênero de mariposa pertencente à família Crambidae.